# Lepanthes johnsonii
Lepanthes johnsonii é uma espécie de orquídea (Orchidaceae) dispersa do México à Nicarágua.